# Ottelia mesenterium
Ottelia mesenterium är en dybladsväxtart som först beskrevs av Hallier f., och fick sitt nu gällande namn av Cornelis den Hartog. Ottelia mesenterium ingår i släktet Ottelia och familjen dybladsväxter.
Artens utbredningsområde är Sulawesi. Inga underarter finns listade.